# Wojciech Trojanowski (lekkoatleta)
Wojciech Trojanowski (ur. 25 września 1904 w Krakowie, zm. 16 czerwca 1988 w Londynie) – polski lekkoatleta, dziennikarz i sprawozdawca sportowy.

## Życiorys
Urodził się w rodzinie Edwarda i Ludmiły z Wróblewskich. W 1920, przerywając naukę w gimnazjum, ochotniczo służył w Wojsku Polskim w walce z bolszewikami. W 1925 ukończył Gimnazjum Państwowe im. Adama Mickiewicza w Warszawie. Studiował na Wydziale Mechanicznym Politechniki Warszawskiej. Od czasów szkolnych interesował się i osiągał sukcesy sportowe. Po Igrzyskach Olimpijskich w Amsterdamie zaczął współpracę z prasą codzienną i sportową. Debiutował na łamach dziennika sportowego „Stadion”, pisząc sprawozdania z tych igrzysk. Później współpracował z „Expressem Porannym” i „Przeglądem Sportowym”. Od 1931 pracował w Polskim Radio - był najpopularniejszym sprawozdawcą sportowym w II Rzeczypospolitej Polskiej, relacjonował m.in. przebieg Igrzysk Olimpijskich w Berlinie.  
W 1939 uczestniczył w kampanii wrześniowej, broniąc stolicy, następnie trafił do niemieckiego obozu jenieckiego Oflag XI B Braunschweig, a wiosną 1940 został przeniesiony do Oflagu II C Woldenberg, gdzie doczekał wyzwolenia po zakończeniu II wojny światowej. W obozie włączył się w organizację wielu imprez sportowych oraz spotkań, na których opowiadał o wydarzeniach, które wcześniej relacjonował. Uciekł podczas ewakuacji oflagu 25 stycznia 1945 i jako oficer łącznikowy służył w Armii Brytyjskiej do końca 1945, gdy został zdemobilizowany. 
W 1946 wyjechał z Niemiec do Anglii, gdzie stacja BBC zaproponowała mu współpracę; m.in. relacjonował pierwsze po wojnie igrzyska. W latach 1952–1976 pracował w sekcji polskiej rozgłośni Radio Wolna Europa w Monachium; prowadził sprawozdania z Zimowych Igrzysk Olimpijskich w Innsbrucku w 1964 i w Grenoble w 1968 oraz z Igrzysk Olimpijskich w Monachium w 1972 i Montrealu w 1976. przygotowywał również reportaże z różnych wydarzeń m.in. ze startów amerykańskich statków kosmicznych. Nagrał ponad 3 tysiące audycji.
Zmarł na emigracji w Londynie.
Wojciech Trojanowski zagrał komentatora sportowego w filmie Sportowiec mimo woli z 1939.
19 grudnia 2018, podczas Gali Nagrody Sportowe Polskiego Radia im. Bohdana Tomaszewskiego, Wojciech Trojanowski i jego uczeń Bohdan Tomaszewski zostali uhonorowani tytułem Radiowy Sprawozdawca Stulecia.

## Kariera sportowa
Zawodnik AZS Warszawa. Olimpijczyk z Amsterdamu (1928) – startował w biegu na 110 m pł. Srebrny medalista akademickich mistrzostw świata (1927) w biegu płotkarskim (16.0 s). 5-krotny mistrz Polski na 110 m pł., skoku wzwyż i w trójskoku. 11-krotny rekordzista kraju: na 110 m pł (9 razy do 15.5 s w 1929), w sztafecie szwedzkiej i sztafecie 10 x 100 m. Rekordy życiowe: 110 m pł - 15.5 s (1929), 400 m pł - 59.8 s (1929), wzwyż - 1.76 m (1934), trójskok - 12.69 m (1926).